# هاياتو هاتشكوبو
هاياتو هاتشكوبو (باليابانية: 八久保 颯) (مواليد 23 يونيو 1993)، هو لاعب كرة قدم ياباني سابق كان يلعب كلاعب وسط.

## وصلات خارجية
- هاياتو هاتشكوبو على موقع رابطة كرة القدم اليابانية للمحترفين (اليابانية)
- هاياتو هاتشكوبو على موقع قاعدة بيانات كرة القدم.إي يو (الإنجليزية)
- هاياتو هاتشكوبو على موقع Soccerway.com (الإنجليزية)
- هاياتو هاتشكوبو على موقع عالم كرة القدم.نت (الإنجليزية)